# زویی دشانل
زویی کلر دشانل (به انگلیسی: Zooey Claire Deschanel؛ زادهٔ ۱۷ ژانویهٔ ۱۹۸۹) بازیگر و موسیقی‌دان آمریکایی است. او نخستین‌بار با فیلم مامفورد (۱۹۹۹) وارد سینما شد و پس از آن نقش مکملی در فیلم تقریباً مشهور (۲۰۰۰) به کارگردانی کامرون کرو ایفا کرد.

## زندگی هنری
او در سال ۱۹۹۹ با بازی در فیلم مامفورد و در سال بعد با بازی در فیلم تقریباً مشهور به شهرت رسید. پس از آن در فیلم‌های زیادی بازی کرد که می‌توان به فیلم‌های اتفاق و مرد بله‌گو اشاره کرد.
همچنین او از سال ۲۰۰۱ وارد کار موسیقی شد و تا کنون کارهایی را منتشر کرده‌است.
وی همراه با ام وارد عضو گروه دو نفره شی اند هیم است.

## زندگی شخصی
زویی در لس‌آنجلس کالیفرنیا زاده شد. او دختر کارگردان و نامزد جایزه اسکار کلب دشانل است و مادر وی بازیگر مری جو است. او از تبار ایرلندی و فرانسوی است.
زوئی خواهر بزرگتری به نام امیلی دشانل دارد که او هم بازیگر است.

## بخشی از فیلمشناسی

### سینمایی
| سال  | عنوان                               | نقش                | توضیحات |
| ---- | ----------------------------------- | ------------------ | ------- |
| ۲۰۰۱ | دیوانه (فیلم ۲۰۰۱)                  | تریسی              |         |
| ۲۰۰۰ | تقریباً مشهور                        | آنیتا میلر         |         |
| ۲۰۰۱ | پسر جدید                            |                    |         |
| ۲۰۰۲ | دختر خوب                            | چریل               |         |
| ۲۰۰۲ | رهاندن                              | سامانتا هارپر      |         |
| ۲۰۰۳ | الف                                 | جووی               |         |
| ۲۰۰۳ | همه دختران واقعی                    | نوئل               |         |
| ۲۰۰۴ | مدح                                 | کیت کالینز         |         |
| ۲۰۰۵ | گذر از زمستان                       |                    |         |
| ۲۰۰۶ | شکست در اجرا                        | کاترین «کیت»       |         |
| ۲۰۰۷ | پلی به سوی ترابیتیا                 | خانوم ادموندز      |         |
| ۲۰۰۷ | موج‌سواری                            | لنی الیئیکای (صدا) |         |
| ۲۰۰۷ | ترور جسی جیمز به‌دست رابرت فورد بزدل | دوروتی اوانز       |         |
| ۲۰۰۸ | اتفاق                               | آلما مور           |         |
| ۲۰۰۸ | مرد بله‌گو                           | آلیسون             |         |
| ۲۰۰۹ | ۵۰۰ روز سامر                        | سامر فین           |         |
| ۲۰۱۱ | برادر ابله ما                       | ناتالی             |         |
| ۲۰۱۱ | والاحضرت                            | بلادونا            |         |
| ۲۰۱۵ | شهر را بلرزان                       | رانی               |         |

### تلویزیونی
| سال             | عنوان            | نقش                     | توضیحات                    |
| --------------- | ---------------- | ----------------------- | -------------------------- |
| ۲۰۰۲            | فریژر            | جن                      | ۱ اپیزود                   |
| ۲۰۰۵، ۲۰۱۳      | بابای آمریکایی!  | صداهای مختلف            | ۲ اپیزود                   |
| ۲۰۰۶–۲۰۰۷       | علف              | کت                      | ۴ اپیزود                   |
| ۲۰۰۸، ۲۰۱۲–۲۰۱۳ | سیمپسون‌ها        | مری اسپاکلر (صدا)       | ۳ اپیزود                   |
| ۲۰۰۹            | استخوان‌ها        | مارگارت وایتسل          | ۱ اپیزود:                  |
| ۲۰۱۱–۲۰۱۸       | دختر جدید        | جسیکا «جس» کریستوفر دی  | نقش اصلی؛ همچنین تهیه‌کننده |
| ۲۰۱۲            | پخش زنده شنبه شب | میزبان / شخصیت‌های مختلف | ۱ اپیزود                   |